# Bob Schafer
Robert Thomas "Bob" Schafer (Filadelfia, Pensilvania, 29 de marzo de 1933- ibídem, 15 de febrero de 2005) fue un jugador de baloncesto estadounidense que disputó dos temporadas en la NBA. Con 1,91 metros de estatura, jugaba en la posición de base.

## Trayectoria deportiva

### Universidad
Jugó durante tres temporadas con los Wildcats de la Universidad Villanova, en las que promedió 21,8 puntos y 7,1 rebotes por partido. Posee hoy en día todavía varios récords de su universidad, entre ellos el de más puntos anotados en una temporada, con 836 en 31 partidos en 1954. Fue el primer jugador de los Wildcats en alcanzar los 2.000 puntos, y figura en la actualidad como el tercer mejor anotador de todos los tiempos.
El 9 de enero de 1953, cuando ya era una estrella de su equipo en su temporada júnior, fue asaltado por tres hombres involucrados en apuestas deportivas que lo amenazaron para que amañara resultados, a lo que Schafer se negó, poniendo el caso en manos del FBI.

### Profesional
Fue elegido en la decimonovena posición del Draft de la NBA de 1955 por Philadelphia Warriors, con los que jugó únicamente 12 partidos, en los que promedió 2,6 puntos y 1,1 rebotes. En el mes de diciembre fue traspasado a St. Louis Hawks, donde acabó la temporada promediando 4,6 puntos y 1,4 rebotes por partido.
Tras ser despedido, al año siguiente fichó como agente libre por los Syracuse Nationals, pero tras once partidos fue cortado, retirándose del baloncesto.

## Estadísticas de su carrera en la NBA

### Temporada regular
| Temporada | Edad | Equipo                | Liga | P  | TIT | MIN  | TC  | TCA | %TC  | 3P | 3PA | %3P | TL  | TLA | %TL  | R.OF. | R.DEF. | REB | ASIS | ROB | TAP | PER | FP  | PTS |
| 1955-56   |      | TOTAL                 | NBA  | 54 |     | 10.7 | 1.5 | 5.0 | .300 |    |     |     | 1.1 | 1.5 | .765 |       |        | 1.3 | 1.0  |     |     |     | 1.4 | 4.1 |
| 1955-56   |      | Philadelphia Warriors | NBA  | 12 |     | 6.8  | 1.0 | 2.9 | .343 |    |     |     | 0.6 | 1.0 | .583 |       |        | 1.1 | 0.8  |     |     |     | 1.2 | 2.6 |
| 1955-56   |      | St. Louis Hawks       | NBA  | 42 |     | 11.8 | 1.6 | 5.6 | .294 |    |     |     | 1.3 | 1.6 | .797 |       |        | 1.4 | 1.0  |     |     |     | 1.5 | 4.6 |
| 1956-57   |      | Syracuse Nationals    | NBA  | 11 |     | 15.2 | 1.7 | 6.0 | .288 |    |     |     | 1.0 | 1.2 | .846 |       |        | 1.0 | 1.4  |     |     |     | 1.5 | 4.5 |
| Total     |      |                       | NBA  | 65 |     | 11.5 | 1.5 | 5.2 | .298 |    |     |     | 1.1 | 1.4 | .777 |       |        | 1.3 | 1.0  |     |     |     | 1.4 | 4.2 |

### Playoffs
| Temporada | Edad | Equipo          | Liga | P | MIN | TCA | TC | 3PA | 3P | TLA | TL | R.OF. | REB | ASIS | ROB | TAP | PER | FP | PTS | %TC  | %3P | %FT  | MIN | PTS | REB | AST |
| 1955-56   |      | St. Louis Hawks | NBA  | 4 | 39  | 3   | 20 |     |    | 5   | 6  |       | 9   | 1    |     |     |     | 8  | 11  | .150 |     | .833 | 9.8 | 2.8 | 2.3 | 0.3 |
| Total     |      |                 | NBA  | 4 | 39  | 3   | 20 |     |    | 5   | 6  |       | 9   | 1    |     |     |     | 8  | 11  | .150 |     | .833 | 9.8 | 2.8 | 2.3 | 0.3 |